# Alligator Fontaine
Alligator Fontaine (né le 23 avril 1988, mort le 18 septembre 2018) est un étalon du stud-book Selle français. Monté par Michel Robert, puis par Éric Navet. Devenu reproducteur après sa carrière internationale en saut d'obstacles, il est notamment le père de Jalisca Solier et d'Otello du Soleil.

## Histoire
Alligator Fontaine naît le 23 avril 1988 au haras de la Fontaine Gemages, chez M. Michel Pélissier, dans la commune de Val-au-Perche,. Peu sorti en concours à 4 et 5 ans, il a été la révélation de sa génération à 6 ans sous la selle de Pascale Wittmer.
Il est acheté jeune poulain par Bernard Le Courtois et Marion Grimblat, du haras de Brullemail. Il est monté à six ans par Pascale Wittmer, puis l'année suivante par Michel Robert, enfin par Éric Navet début 1998, avec qui il devient champion de France de saut d'obstacles. Fin 1997, il contracte la leptospirose, ce qui interrompt momentanément sa carrière.
En 2003 et 2004, il est monté en concours par Sophie Courtureau-Pelissier, puis en 2006, par Pénélope Leprévost. Il sort en compétition jusqu'à l'âge de 18 ans, puis est envoyé en Suède, au haras de Flynge, pour la reproduction.
Il est transféré au haras du Battut, dans l'Aveyron, en 2016. Il y meurt le 18 septembre 2018, à l'âge avancé de 30 ans.

## Description
Alligator Fontaine est un étalon Selle français de robe bai-brun, toisant 1,75 m.

## Palmarès
Il atteint un ISO (indice de saut d'obstacles) de 190 en 1999.

## Origines
Alligator Fontaine présente la particularité de ne pas être issu des courants de sang classiques des chevaux d'obstacle. C'est un fils du demi-sang Selle français Gayssire Fleury (rebaptisé Noden), et de la jument Selle français Nighty Fontaine, par le Pur-sang Dark Tiger. 

## Descendance
Alligator Fontaine est devenu étalon, mais il a eu peu de descendants, soit 417 durant ses 23 années de mise à la reproduction. Il est notamment le père de Jalisca Solier, sa plus célèbre descendante. Il est aussi le père d'Otello du Soleil, et le grand-père d'Ornella Mail.